# Sneferu
Sneferu også kaldet Snofru, Snefru, og Soris (af Manethon) var farao 2613 — 2589 fvt.
Selv om han var søn af sin forgænger Huni, regnes han for den første farao af 4. dynasti. Hans dronning var Hetep-heres I, datter af Huni. Der er tegn på at Sneferu var søn af en lavere rangerende medhustru, og at hans ægteskab med en datter af en af de højere rangerende dronninger styrkede hans krav på tronen.
Sneferu blev efterfulgt som farao af sin søn Khufu, (kaldet Keops på græsk).
Sneferu er først og fremmest kendt som den største af alle pyramidebyggere, og den der byggede den første rigtige pyramide. Før Sneferus tid var der bygget én pyramide, Djosers trinpyramide. I de mellemliggende godt 30 år havde to faraoer påbegyndt trinpyramider, men ingen af dem blev færdige. Sneferu byggede tre pyramider, der alle tre er blandt de 5 største i Egypten.

## Pyramiden ved Meidum
Denne pyramide har en meget kompliceret bygningshistorie. Den blev påbegyndt som en trinpyramide. Inden den var færdig blev projektet ændret. Pyramiden skulle være større. Dette projekt blev heller ikke færdigt før farao ombestemte sig igen. Nu ville han have en pyramide uden trin, den form der blev den klassiske pyramide. Meidum-pyramiden er den første af sin slags, og med sine 92 m i højden og 638 733 m3 den 5. største, med en pæn margin til nummer 6.
Dette projekt blev også stoppet før det var færdigt. Hoffet flyttede, og ny pyramide blev påbegyndt på det nye sted. Senere beordrede farao arbejdet også på sin første pyramide fuldført, med brug af de teknikker man havde lært under bygningen af knækpyramiden.
Der knytter sig to tvivlsspørgsmål til denne pyramide. For det første: blev den nogensinde færdig? Det indre er ikke gjort færdigt. Gravkammeret står i de rå bærende sten, uden den beklædning af fint forarbejdede sten man ellers ser i gravkamre. Men blev det ydre lavet færdigt? Bygningsholdet efterlod et tykt lag af affald fra byggearbejdet. Det at de ikke har ryddet op efter sig, tyder på at arbejdet blev afsluttet pludseligt.
Det andet spørgsmål er om pyramiden overhovedet er bygget af og til Sneferu. Nogen mener at den er bygget af Huni. Sneferus navn er fundet i pyramiden, Hunis ikke. Men der er to argumenter for at Huni skulle have bygget den. Det ene er at det er yderst sjældent at en farao har bygget to pyramider, og ingen anden har bygget tre. Flytningen var kun på 40 km. Det skulle vel ikke gøre det nødvendigt at opgive et så stort projekt det gamle sted. Det andet argument er at vi ikke kender Hunis grav. Her har vi en pyramide af omkring den rigtige alder. Dette argument svækkes af at der ingen tegn er på at nogen er begravet i pyramiden.

## Knækpyramiden ved Dashur
Sneferus anden pyramide har en ligeså kompliceret bygningshistorie, men af en anden grund. Designet blev ændret to gange, begge gange så vidt vi kan se fordi pyramiden som designet ikke kunne holde. Undergrunden var for blød, og byggeteknikken var heller ikke tilstrækkelig god. Det endte med at den øverste del af pyramiden fik en lavere hældning end den nederste. Derfor kaldes den knækpyramide. Der ud over fandt man ud af at det er bedre at lægge stenene vandret end parallelt med siderne. 
Også arbejdet på denne pyramide blev standset, formentlig fordi Sneferu ville have en ordentlig pyramide uden knæk. Også denne blev senere bygget færdigt. Det er den 4. største pyramide, 105 m høj.

## Den røde pyramide ved Dashur
Alt tyder på at Sneferu er begravet her i sin 3. pyramide. Den er bygget med den teknik (vandrette skifter) som blev udviklet i knækpyramiden.
Denne pyramide overgås i størrelse kun af de to største pyramider ved Giza, bygget af Sneferus søn og sønnesøn.